# Ministerium für Landwirtschaft (Gambia)
Das Ministerium für Landwirtschaft (Ministry of Agriculture, MoA), oder kurz Landwirtschaftsministerium, ist ein Ministerium der Regierung des westafrikanischen Staates Gambia.

## Lage und Beschreibung
Der Sitz des Ministeriums liegt in der Hauptstadt Banjul im The Quadrangle.
Das Landwirtschaftsministerium ist verantwortlich für die Landwirtschaft im Land.

## Untergeordnete Organisationen
- Agricultural Input Office
- Agricultural Communication Unit
- Agricultural Pest Management Unit
- Soil and Water Management Unit
- Food and Nutrition Unit
- Horticulture Section and Training, Monitoring and Evaluation Unit
- Monitoring and Evaluation Unit
- Lowland Agricultural Development Project
- Rural Finance and Community Initiatives Project
- National Agricultural Research Institute
- Department of Livestock Services
- Department of Fisheries
- Department of Agricultural Services
- Department of Water Resources
- Department of Planning

## Geschichte

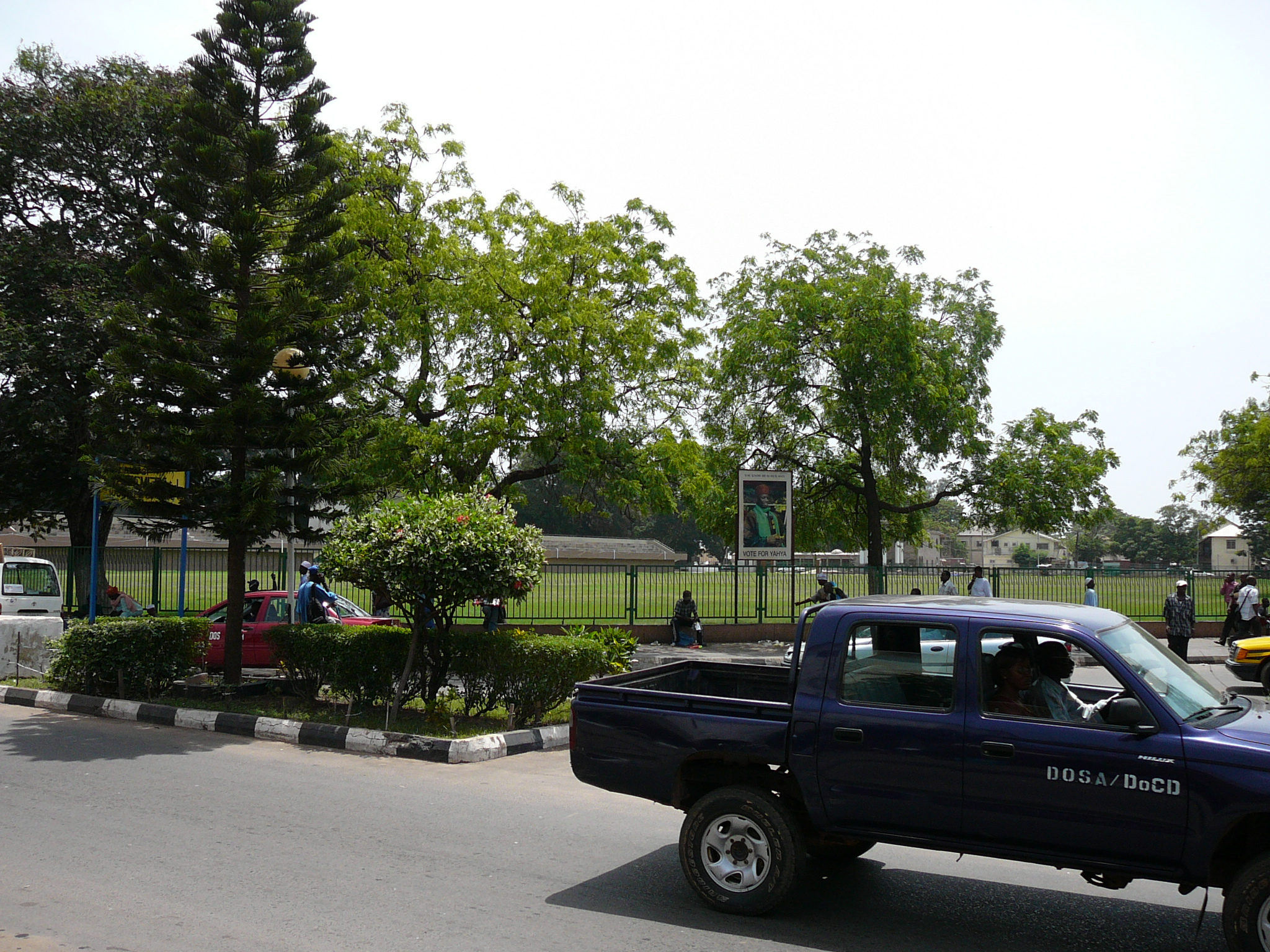
Ein Fahrzeug der DoSA in Banjul (2007)

Die Ursprünge des Landwirtschaftsministeriums gehen auf das Department of Agriculture zurück (DoA), das schon im Jahr 1923 in der britischen Kolonie Gambia geschaffen worden war und vor allem die Verbesserung der Quantität und Qualität der Erdnussernte im Fokus hatte. Mit der Unabhängigkeit Gambias ging die Verantwortlichkeit auf alle landwirtschaftlichen Produkte über und die Behörde wurde in „Department of Agricultural Services“ umbenannt.
Als der Minister am 19. März 2008 Kanja Sanneh vom Amt enthoben wurde, wurde das Landwirtschaftsministerium zeitweilig dem Department of State for Fisheries, Water Resources untergeordnet.
Bis Mitte 2009 lautete die Bezeichnung Gambia Department of State for Agriculture (DoSA), auch Department of Agricultural Services.

## Leitung
Landwirtschaftsminister (Minister of Agriculture) ist seit dem 4. Mai 2022 Demba Sabally. Er trat die Nachfolge von Amie Fabureh an, die seit dem 27. März 2019 Ministerin war.